# Cor van Weele
Cor van Weele (Doetinchem, 1918-Amsterdam, 1989) was een Nederlands documentair fotograaf. 
Kort na de Tweede Wereldoorlog vestigt Cor van Weele zich als zelfstandig fotograaf in de Karel du Jardinstraat in Amsterdam. Hij legt zich dan hoofdzakelijk toe op de portretfotografie en geeft les voor het Vakdiploma Fotografie.
Al snel krijgt Van Weele grote opdrachten en documenteert hij het werk van vele Nederlandse kunstenaars en architecten.
In de Tweede Wereldoorlog brengt fotograaf Cor van Weele als een van bijna 30.000 krijgsgevangenen een jaar door in Stammlager Stalag IV B bij Mühlberg an der Elbe, tussen Leipzig en Dresden, Duitsland. Met een binnengesmokkeld fototoestelletje maakt hij tijdens zijn verblijf clandestien foto's, waarvan die genomen rond kerst 1944 het best de sfeer en de omstandigheden in en om de barak weergeven.
In 1982 werd de Stichting Fotoarchief Cor van Weele opgericht, met als doel het behoud en beheer van het ruim 250.000 negatieven en 30.000 eigen drukken tellende archief van de fotograaf. In 2010 is het beheer van het archief overgedragen aan het Maria Austria Instituut in Amsterdam.
- Biografisch Portaal: 53207745
- International Standard Name Identifier: 0000 0003 8983 2278
- Nederlandse Thesaurus van Auteursnamen: 072150106
- PIC: 386300
- RKD-Nederlands Instituut voor Kunstgeschiedenis: 217816
- Virtual International Authority File: 283352498
- WorldCat: E39PBJycPBcwjcqpDWXyrjH9jC